# The Tights
The Tights (engl. „die Strumpfhosen“) waren eine britische Punkrockband aus Malvern in Worcestershire. Sie wurde 1977 gegründet. Während der kurzen Zeit ihres Bestehens nahm die Gruppe zwei erfolgreiche Singles auf, die u. a. von John Peel in dessen Radiosendung gespielt wurden. Im Jahr 1979 zerbrach die bei Cherry Red Records als „Hausband“ unter Vertrag stehende Band. Die Band hat sich 2005 wieder zusammengefunden und spielte einige Gigs. Neue Songs sind erhältlich.

## Mitglieder
- Malcolm Orgee – Gesang
- Robert Banks – Gitarre
- Barry Island – Bass
- Rick Mayhew – Schlagzeug

## Diskografie
- Bad Hearts /It/ Cracked (1978) – 7" Single
- Howard Hughes / China’s Eternal  (1978) – 7" Single

Die Singles wurden auf der CD-Compilation Cherry Red Punk Singles Collection wiederveröffentlicht.